# Marcieu
Marcieu är en kommun i departementet Isère i regionen Auvergne-Rhône-Alpes i sydöstra Frankrike. Kommunen ligger i kantonen La Mure som tillhör arrondissementet Grenoble. År 2022 hade Marcieu 68 invånare.

## Befolkningsutveckling
Antalet invånare i kommunen Marcieu
Referens:INSEE